# Корупция
Корупция от латински: corrumpo – покварявам, развращавам, развалям) в най-общ смисъл е злоупотребата с обществена служба за лично облагодетелстване или, по-конкретно – поведение на длъжностни лица, чрез което те или техни близки се облагодетелстват неправомерно и незаконно, като злоупотребяват с поверената им власт. Всички форми на управление са уязвими за корупцията, като степента варира значително от дребно използване на влияние за извършване на услуги до институционализирано рушветчийство и отвъд него. Крайната точка на корупцията е клептокрацията, при която дори външните претенции за почтеност са изоставени. 

## Елементи на корупцията
Случаите на корупция обикновено включват няколко ключови елемента. При тях длъжностното лице действа в нарушение на нормите на публичната длъжност, която заема и то по начин, който нарушава интересите на обществото (т.е. на гражданите). Той прави това съзнателно, като използва положението си за своя лична и частна облага. При изпълнение на работата си той извършва действия, които противоречат на приетите за съответната държава и култура правила и норми за съответната публична длъжност. Служебното лице облагодетелства по този начин трети лица, които от своя страна му дават определено възнаграждение, за да си осигурят достъп до някакви блага или услуги, които иначе са недостъпни за тях.

## Видове корупция
Проявите на корупция могат да се разделят на индивидуални и институционални. При индивидуалните длъжностното лице извършва незаконна услуга на трета страна за лична облага – пари, имоти, ответна услуга и др. При институционалната корупция облагата за корумпирания е по-често политическа, а не лична. Там предоставената услуга не е задължително в нарушение на законовите процедури, а по-скоро е извършена в несъответствие с демократичните стандарти.
Корупцията съществува, както при политическите, така и при административните длъжности и може да бъде дребна и едра, организирана или неорганизирана. Макар че корупцията често улеснява криминални деяния като трафик на наркотици, пране на пари или проституция, тя не се ограничава до тях и често е свързана с дейности, които сами по себе си са законни.

## Индикатори за определяне
При определяне на това дали определена практика е корупционна или не, трябва да се има предвид дали в съответната държава има ясни норми, направляващи работата на длъжностните лица и техните отношения с гражданите. При неуредена законова уредба, посочването на дадено поведение като корупционно е много по-трудно. За борба с корупцията се предприемат различни практики – установяване на строги и ясни закони срещу корупцията, прозрачност на публичните процедури, подобряване на управлението на публичния сектор и увеличаване на политическата отговорност на публичните служители, понякога се създават специални комисии за борба с корупцията и др.
В зависимост от страната обществената и юридическата дефиниция на корупцията може да бъде различна. Така например практики за политическо финансиране, които са приети на едно място, могат да бъдат незаконни на друго.

## Условия, благоприятни за корупцията
- Концентрация на власт у хора, които не са пряко отговорни пред обществото, което е честа практика при недемократичните режими
- Липса на прозрачност при решенията на правителството
- Големи по размер обществени средства, използвани за даден проект
- Наличие на затворени клики и мрежи от „наши хора“
- Слабо правораздаване
- Ограничена свобода на словото или свобода на печата
- Нископлатени държавни служители
- Апатична, незаинтересована или наивна общественост

## Отрицателни ефекти

### В политическата област
Корупцията подкопава ефективността на държавата, тъй като приетите процедури се заобикалят, ресурсите се разхищават, а служителите са наемани и повишавани без връзка с работата, която вършат. В същото време тя намалява обществената подкрепа за управлението, лишавайки го от легитимност.

### В икономиката
Корупцията възпрепятства и икономическото развитие, предизвиквайки изкривявания и неефективност. В частния сектор корупцията увеличава разходите със стойността на самите незаконни плащания, стойността на преговорите с държавните служители и риска от разкриване. Въпреки че според някои корупцията намалява разходите за бизнеса, като се заобикалят регулациите, преобладаващият брой изследователи днес смятат, че подкупите подтикват държавните служители да създават нови правила и забавяния. Увеличавайки разходите, корупцията в същото време изкривява средата, като защитава от конкуренцията фирмите с връзки, като поддържа относителната им неефективност.
Корупцията създава икономически изкривявания и в обществения сектор, отклонявайки обществени инвестиции към проекти, при които има повече възможности за подкупи и комисиони. Държавните служители могат да усложнят процедурите по обществени проекти за да прикрият такива сделки, което още повече изкривява инвестиционния процес. Корупцията води и до по-слабо съответствие със строителни, екологични и други регулации, намалява качеството на държавните услуги и инфраструктура и увеличава бюджетните разходи.

## Корупция в България

### Превенция
На 25 ноември 2008 г. с безпрецедентно действие от страна на Европейската комисия срещу страна-член в историята на Европейския съюз, България изпуска възможността да изиска 220 милиона евро спрени средства от европейските предприсъединителни фондове заради проблеми с корупцията. Българското правителство на премиера Сергей Станишев обещава при приемане на България за член на ЕС от 1 януари 2007 г. да ограничи корупцията и измамите. За първи път в историята страна-член на ЕС търпи такава огромна за мащабите си загуба чрез окончателно отнемане акредитациите на две разплащателни агенции по програма ФАР към МФ и МРРБ.
Заради липса на резултати в борбата с корупцията и злоупотребите ЕК отказва да възстанови отнетите акредитации на двете български агенции опериращи със средства по програма ФАР, в резултат на което те не могат да сключват договори. Така страната губи безвъзвратно 220 милиона евро, а други 340 милиона евро остават спрени. България изпуска безвъзмездни 220 милиона евро за инфраструктура в момент, когато правителството твърди, че средствата от ЕС са сред основните резерви на страната в условия на глобална финансова криза, и че залага на тези инвестиции за поддържане на икономическия растеж и заетостта.
За първи път в историята страна-член на общността е лишена от тези фондове, но мярката е наложителна, защото целта на ЕК е да защитава финансовите интереси на гражданите от ЕС, в това число и на българите. Тежкото за България решение е взето заради продължаващи нередности, злоупотреби, конфликт на интереси, недостиг на административен капацитет и компетентни служители, които да се трудят по усвояването и контрола на евросредствата. Мотив за действието на ЕК е, че обещанията на българското правителство за справяне с корупцията и измамите са останали неизпълнени и конкретни резултати няма. В резултат на провала на правителството на премиера Сергей Станишев в борбата срещу организираната престъпност и корупцията, България се смята за най-корумпирана от 27-те страни-членки на ЕС.